# Radca generalny Irlandii
Radca generalny Irlandii (en. Solicitor-General for Ireland), irlandzki, a od 1801 r. brytyjski, urząd prawny, zastępca prokuratora generalnego dla Irlandii, doradca Korony w irlandzkich sprawach prawnych. Zlikwidowany w 1922 r.
W XVI w. istniał także urząd Głównego Radcy dla Irlandii (en. Principal Solicitor for Ireland), który miał podobne kompetencje.

## Lista Radców Generalnych dla Irlandii
- 1532–1534: Thomas Luttrell
- 1534–1550: Patrick Barnewall
- 1550–1554: John Bathe
- 1554–1565: James Dowdall
- 1565–1574: Nicholas Nugent
- 1574–1584: Richard Bellyng
- 1584–1586: Jesse Smythes
- 1586–1603: Roger Wilbraham
- 1603–1606: John Davies
- 1606–1618: Robert Jacobe
- 1618–1622: Richard Bolton
- 1622–1640: Edward Bolton
- 1640 – ????: William Sambach
- 1657–1658: William Ellice
- 1658–1660: Robert Shapcott
- 1660–1689: John Temple
- 1689–1689: Theobald Butler
- 1689–1695: Richard Levinge
- 1695–1704: Alan Brodrick
- 1704–1709: Richard Levinge
- 1709–1709: John Forster
- 1709–1711: William Whitshed
- 1711–1714: Francis Bernard
- 1714–1720: John Rogerson
- 1720–1727: Thomas Marlay
- 1727–1730: Robert Jocelyn
- 1730–1739: John Bowes
- 1739–1741: St George Caulfeild
- 1741–1751: Warden Flood
- 1751–1760: Philip Tisdall
- 1760–1764: John Gore
- 1764–1770: Marcus Paterson
- 1770–1774: Godfrey Lill
- 1774–1777: John Scott
- 1777–1779: Robert Hellen
- 1779–1787: Hugh Carleton
- 1787–1789: Arthur Wolfe
- 1789–1798: John Toler
- 1798–1799: John Stewart
- 1800–1801: William Cusack Smith
- 1801–1803: James McClelland
- 1803–1805: William Plunket
- 1805–1822: Charles Kendal Bushe
- 1822–1827: Henry Joy
- 1827–1830: John Doherty
- 1830–1834: Philip Cecil Crampton
- 1834–1834: Michael O’Loghlen
- 1835–1835: Edward Pennefather
- 1835–1835: Michael O’Loghlen
- 1835–1836: John Richards
- 1836–1837: Stephen Woulfe
- 1837–1839: Maziere Brady
- 1839–1840: David Richard Pigot
- 1840–1841: Richard Moore
- 1841–1841: Edward Pennefather
- 1841–1842: Joseph Devonshire Jackson
- 1842–1842: Thomas Berry Cusack Smith
- 1842–1846: Richard Wilson Greene
- 1846–1846: Abraham Brewster
- 1846–1847: James Henry Monahan
- 1847–1850: John Hatchell
- 1850–1852: Henry George Hughes
- 1852–1852: James Whiteside
- 1853–1855: William Keogh
- 1855–1856: John David FitzGerald
- 1856–1858: Jonathan Christian
- 1858–1858: Henry George Hughes
- 1858–1859: Edmund Hayes
- 1859–1859: John George
- 1859–1860: Rickard Deasy
- 1860–1861: Thomas O’Hagan
- 1861–1865: James Anthony Lawson
- 1865–1866: Edward Sullivan
- 1866–1866: Michael Morris
- 1866–1867: Hedges Eyre Chatterton
- 1867–1867: Robert Warren
- 1867–1868: Michael Harrison
- 1868–1868: John Thomas Ball
- 1868–1868: Henry Ormsby
- 1868–1870: Charles Robert Barry
- 1870–1872: Richard Dowse
- 1872–1872: Christopher Palles
- 1872–1874: Hugh Law
- 1874–1875: Henry Ormsby
- 1875–1877: David Plunket
- 1877–1878: Gerald Fitzgibbon
- 1878–1880: Hugh Holmes
- 1880–1881: William Moore Johnson
- 1881–1883: Andrew Marshall Porter
- 1883–1883: John Naish
- 1883–1885: Samuel Walker
- 1885–1885: Hugh Hyacinth O’Rorke MacDermot
- 1885–1885: John Monroe
- 1885–1886: John George Gibson
- 1886–1886: Hugh Hyacinth O’Rorke MacDermot
- 1886–1887: John George Gibson
- 1887–1888: Peter O’Brien
- 1888–1890: Dodgson Hamilton Madden
- 1890–1892: John Atkinson
- 1892–1892: Edward Carson
- 1892–1895: Charles Hemphill
- 1895–1898: William Kenny
- 1898–1900: Dunbar Plunket Barton
- 1900–1903: George Wright
- 1903–1905: James Campbell
- 1905–1909: Redmond John Barry
- 1909–1911: Charles Andrew O’Connor
- 1911–1912: Ignatius O’Brien
- 1912–1913: Thomas Molony
- 1913–1913: John Francis Moriarty
- 1913–1914: Jonathan Pim
- 1914–1917: James O’Connor
- 1917–1917: James Chambers
- 1917–1918: Arthur Warren Samuels
- 1918–1918: John Blake Powell
- 1918–1919: Denis Stanislaus Henry
- 1919–1921: Daniel Martin Wilson
- 1921–1921: Thomas Watters Brown

## Lista Głównych Radców dla Irlandii
- 1537–1546: Walter Cowley
- 1546–1550: John Bathe
- 1550–1554: Richard Finglas
- 1554–1570: James Dowdall
- 1570–1574: John Bathe